# Тринідад і Тобаго на літніх Олімпійських іграх 1996
Тринідад і Тобаго брали участь у  Літніх Олімпійських іграх 1996 року в  Атланті (США) утринадцяте за свою історію, і завоювали дві бронзові медалі. Збірну країни представляло 12 спортсменів, у тому числі 4 жінки.

## Бронза
- Легка атлетика, чоловіки, 100 метрів — Ато Болдон.
- Легка атлетика, чоловіки, 200 метрів — Ато Болдон.